# Silent Hunter II
Silent Hunter II: WWII U-Boat Combat Simulator – komputerowy symulator okrętu podwodnego w realiach II wojny światowej, wyprodukowany przez Ultimation Inc. i wydany w 2001 przez Strategic Simulations, Inc. Jest to druga część serii Silent Hunter. Gracz kieruje w niej załogą niemieckich U-Bootów typu II, typu VII, typu IX i typu XXI.